# Symfonie nr. 3 (Franzetti)
Carlos Franzetti schreef zijn Symfonie nr. 3  in de winter en lente van 2010. Hij had in 2009 een opdracht gekregen voor een werk van Stephen K. Steele van de Illinois State University Wind Symphony. Zij zijn in de Verenigde Staten een promotor van werken voor de Amerikaanse variant van het harmonieorkest. Franzetti had in 1995 en 2004 al zijn eerste en tweede symfonie opgeleverd en kwam voor het orkest uit Illinois met zijn derde symfonie aan. Franzetti, als Argentijn schreef muziek die een mengeling is van de Westerse klassieke muziek en Zuid-Amerikaanse ritmes en instrumentarium. De Westerse klassieke muziek is bijvoorbeeld terug te vinden in de vierdelige opzet, aanduidingen van tempi. Voorts gebruikt de componist ook de sonatevorm in deel 1. In deel vier is dan vaag een tango te horen.
De vier delen zijn:
- Allegro
- Adagio
- Moderato
- Finale energico

Uiteraard kreeg het werk haar eerste uitvoering door de opdrachtgevers en wel op 18 november 2010. Op diezelfde avond was O Earth, O Stars van David Maslanka te horen. Beide werken werden rond die datum ook opgenomen voor compact discuitgave via Albany Records. 